# Ерёмин, Александр Павлович
Александр Павлович Ерёмин (1941 год, Белореченск, Краснодарский край — 28 марта 2014, там же) — передовик производства, нефтяник, буровой мастер Узенского управления буровых работ производственного объединения «Мангышлакнефть» Министерства нефтяной промышленности СССР, Мангышлакская область, Казахская ССР. Герой Социалистического Труда (1981). Лауреат Государственной премии СССР (1989). Депутат Верховного Совета Казахской ССР.

## Биография
Родился в 1941 году в городе Белореченск.
В 1960 году окончил ПТУ в Нефтегорске, после чего работал помощником бурильщика треста «Краснодарнефтеразведка» объединения «Краснодарнефть».
С 1966 года — бригадир 70-й бригады Узенского управления буровых работ объединения «Мангышлакнефть». Бригада Александра Ерёмина 6 раз удостаивалась звания «лучшая бригада нефтяной промышленности СССР». В 1981 году за выдающиеся трудовые достижения удостоен звания Героя Социалистического Труда.
В 1978 году без отрыва от производства окончил Гурьевский нефтяной техникум.
В 1989 году получил Государственную премию СССР «за большой личный вклад в наращивание и эффективное использование производственных мощностей по добыче нефти и газа». В 1990 году избирался депутатом Верховного Совета Казахской ССР.

## Награды
- Герой Социалистического Труда — указом Президиума Верховного Совета СССР от 2 марта 1981 года
- Орден Ленина
- Почётный нефтяник Казахской ССР (1978)
- Лауреат Государственной премии СССР (1989).